# 2004-es labdarúgó-Európa-bajnokság (selejtező)
A 2004-es labdarúgó-Európa-bajnokság selejtező mérkőzéseit 2002 szeptemberétől 2003 novemberéig játszották le. A selejtezőben 50 válogatott vett részt. Az Eb házigazdája, Portugália nem vett részt a selejtezőkben.

## Sorsolás
A selejtezők sorsolását 2002. január 25-én tartották Portóban. Az 50 válogatottat 10 csoportba sorsolták.
Kiemelés
| 1. kalap | 2. kalap | 3. kalap | 4. kalap | 5. kalap |
| --- | --- | --- | --- | --- |
| - Franciaország - Svédország - Spanyolország - Csehország - Németország - Írország - Románia - Olaszország - Belgium - Törökország | - Oroszország - Horvátország - Jugoszlávia - Hollandia - Dánia - Lengyelország - Anglia - Ukrajna - Szlovénia - Skócia | - Norvégia - Ausztria - Szlovákia - Izrael - Svájc - Izland - Bulgária - Finnország - Görögország - Magyarország | - Ciprus - Bosznia-Hercegovina - Fehéroroszország - Wales - Észtország - Lettország - Észak-Írország - Macedónia - Grúzia - Litvánia | - Örményország - Albánia - Moldova - Feröer - Azerbajdzsán - Liechtenstein - Málta - San Marino - Luxemburg - Andorra |

## Játékvezetők
- Stefan Meßner
- Konrad Plautz
- Fritz Stuchlik
- Bernhard Brugger
- Karen Nalbandján
- Asim Xudiyev
- Johan Verbist
- Frank De Bleeckere
- Éric Blareau
- Paul Allaerts
- Luc Huyghe
- Szergej Smolik
- Ivan Dobrinov
- Anton Genov
- Edo Trivković
- Željko Širić
- Loizos Loizou
- Costas Kapitanis
- Michal Beneš
- Miroslav Liba
- Jaroslav Jára
- Kim Milton Nielsen
- Knud Erik Fisker
- Nicolai Vollquartz
- Claus Bo Larsen
- Michael Riley
- Stephen Bennett
- Graham Poll
- Graham Barber
- Manuel Mejuto González
- Antonio López Nieto
- Eduardo Iturralde González
- Juan Fernández Marín
- Victor Esquinas Torres
- Arturo Daudén Ibáñez
- Jouni Hyytiä
- Mikko Vuorela
- Eric Poulat
- Claude Colombo
- Alain Sars
- Gilles Veissière
- Stéphane Bré
- Laurent Duhamel
- Wolfgang Stark
- Hermann Albrecht
- Franz-Xaver Wack
- Helmut Fleischer
- Markus Merk
- Herbert Fandel
- Geórgiosz Kásznaférisz
- Kírosz Vasszárasz
- Georgios Borovilos
- Bede Ferenc
- Szabó Zsolt
- Juhos Attila
- Hanacsek Attila
- Paul McKeon
- Hubert Byrne
- Álón Jefet
- Dani Koren
- Massimo de Santis
- Domenico Messina
- Roberto Rosetti
- Pierluigi Collina
- Stefano Farina
- Cosimo Bolognino
- Domenico Messina
- Gylfi Thór Orrason
- Roland Beck
- Alain Hamer
- Romāns Lajuks
- Emil Božinovski
- Ruud Bossen
- Dick van Egmond
- Jan Wegereef
- René Temmink
- Leslie Irvine
- Rune Pedersen
- Tom Henning Øvrebø
- Terje Hauge
- Kim Milton Nielsen
- Grzegorz Gilewski
- Jacek Granat
- Tomasz Mikulski
- Lucílio Batista
- Joaquim da Silva
- Paulo Costa
- Mircea Lucian Salomir
- Sorin Corpodean
- Alexandru Tudor
- Valentyin Valentyinovics Ivanov
- Jurij Valerjevics Baszkakov
- Marian Salomir
- Dejan Delević
- Leslie Irvine
- Stuart Dougal
- Hugh Dallas
- Thomas McCurry
- Kenny Clark
- Massimo Busacca
- Urs Meier
- Philippe Leuba
- Anton Stredák
- Ľuboš Micheľ
- Vladimír Hriňák
- Darko Čeferin
- Peter Fröjdfeldt
- Leif Sundell
- Anders Frisk
- Miroslav Liba
- Ali Aydin
- Orhan Erdemir
- Vitalij Ivanovics Hoduljan
- Szerhij Olekszandrovics Sebek
- Ceri Richards

## Csoportok
A csoportokban a csapatok oda-visszavágós körmérkőzéseket játszottak egymással. A 10 csoportgyőztes automatikusan kijutott az Európa-bajnokságra. A 10 második helyezett pótselejtezőn vett részt, ezek győztesei szereztek még jogot az Európa-bajnokságon való részvételre.
A sorrend meghatározása
Az Európa-bajnokság selejtezőjében ha két vagy több csapat a csoportmérkőzések után azonos pontszámmal állt, a következő pontok alapján állapították meg a sorrendet:
1. több szerzett pont az azonosan álló csapatok között lejátszott mérkőzéseken
2. jobb gólkülönbség az azonosan álló csapatok között lejátszott mérkőzéseken
3. több szerzett gól az azonosan álló csapatok között lejátszott mérkőzéseken
4. jobb gólkülönbség az összes mérkőzésen
5. több szerzett gól az összes mérkőzésen
6. több idegenben szerzett gól az összes mérkőzésen
7. jobb fair play pontszám (1 pont egy sárga lap, 3 pont a két sárga lap utáni piros lap, 3 pont egy azonnali piros lap, 4 pont egy sárga lap utáni azonnali piros lap)

### 1. csoport
| Hely. | Csapat        | M | Gy | D | V | G+ | G– | Gk  | P  | Továbbjutás                           |     | Franciaország | Szlovénia | Izrael | Ciprusi Köztársaság | Málta |
| ----- | ------------- | - | -- | - | - | -- | -- | --- | -- | ------------------------------------- | --- | ------------- | --------- | ------ | ------------------- | ----- |
| 1.    | Franciaország | 8 | 8  | 0 | 0 | 29 | 2  | +27 | 24 | Kijutott a 2004-es Európa-bajnokságra |     | —             | 5–0       | 3–0    | 5–0                 | 6–0   |
| 2.    | Szlovénia     | 8 | 4  | 2 | 2 | 15 | 12 | +3  | 14 | Pótselejtezőbe került                 |     | 0–2           | —         | 3–1    | 4–1                 | 3–0   |
| 3.    | Izrael        | 8 | 2  | 3 | 3 | 9  | 11 | −2  | 9  |                                       |     | 1–2           | 0–0       | —      | 2–0                 | 2–2   |
| 4.    | Ciprus        | 8 | 2  | 2 | 4 | 9  | 18 | −9  | 8  |                                       | 1–2 | 2–2           | 1–1       | —      | 2–1                 |       |
| 5.    | Málta         | 8 | 0  | 1 | 7 | 5  | 24 | −19 | 1  |                                       | 0–4 | 1–3           | 0–2       | 1–2    | —                   |       |

### 2. csoport
| Hely. | Csapat              | M | Gy | D | V | G+ | G– | Gk  | P  | Továbbjutás                           |     | Dánia | Norvégia | Románia | Bosznia-Hercegovina | Luxemburg |
| ----- | ------------------- | - | -- | - | - | -- | -- | --- | -- | ------------------------------------- | --- | ----- | -------- | ------- | ------------------- | --------- |
| 1.    | Dánia               | 8 | 4  | 3 | 1 | 15 | 9  | +6  | 15 | Kijutott a 2004-es Európa-bajnokságra |     | —     | 1–0      | 2–2     | 0–2                 | 2–0       |
| 2.    | Norvégia            | 8 | 4  | 2 | 2 | 9  | 5  | +4  | 14 | Pótselejtezőbe került                 |     | 2–2   | —        | 1–1     | 2–0                 | 1–0       |
| 3.    | Románia             | 8 | 4  | 2 | 2 | 21 | 9  | +12 | 14 |                                       |     | 2–5   | 0–1      | —       | 2–0                 | 4–0       |
| 4.    | Bosznia-Hercegovina | 8 | 4  | 1 | 3 | 7  | 8  | −1  | 13 |                                       | 1–1 | 1–0   | 0–3      | —       | 2–0                 |           |
| 5.    | Luxemburg           | 8 | 0  | 0 | 8 | 0  | 21 | −21 | 0  |                                       | 0–2 | 0–2   | 0–7      | 0–1     | —                   |           |

1. 1 2  Egymás elleni pontszám: Norvégia 4, Románia 1.

### 3. csoport
| Hely. | Csapat           | M | Gy | D | V | G+ | G– | Gk  | P  | Továbbjutás                           |     | Csehország | Hollandia | Ausztria | Moldova | Fehéroroszország |
| ----- | ---------------- | - | -- | - | - | -- | -- | --- | -- | ------------------------------------- | --- | ---------- | --------- | -------- | ------- | ---------------- |
| 1.    | Csehország       | 8 | 7  | 1 | 0 | 23 | 5  | +18 | 22 | Kijutott a 2004-es Európa-bajnokságra |     | —          | 3–1       | 4–0      | 5–0     | 2–0              |
| 2.    | Hollandia        | 8 | 6  | 1 | 1 | 20 | 6  | +14 | 19 | Pótselejtezőbe került                 |     | 1–1        | —         | 3–1      | 5–0     | 3–0              |
| 3.    | Ausztria         | 8 | 3  | 0 | 5 | 12 | 14 | −2  | 9  |                                       |     | 2–3        | 0–3       | —        | 2–0     | 5–0              |
| 4.    | Moldova          | 8 | 2  | 0 | 6 | 5  | 19 | −14 | 6  |                                       | 0–2 | 1–2        | 1–0       | —        | 2–1     |                  |
| 5.    | Fehéroroszország | 8 | 1  | 0 | 7 | 4  | 20 | −16 | 3  |                                       | 1–3 | 0–2        | 0–2       | 2–1      | —       |                  |

### 4. csoport
| Hely. | Csapat        | M | Gy | D | V | G+ | G– | Gk  | P  | Továbbjutás                           |     | Svédország | Lettország | Lengyelország | Magyarország | San Marino |
| ----- | ------------- | - | -- | - | - | -- | -- | --- | -- | ------------------------------------- | --- | ---------- | ---------- | ------------- | ------------ | ---------- |
| 1.    | Svédország    | 8 | 5  | 2 | 1 | 19 | 3  | +16 | 17 | Kijutott a 2004-es Európa-bajnokságra |     | —          | 0–1        | 3–0           | 1–1          | 5–0        |
| 2.    | Lettország    | 8 | 5  | 1 | 2 | 10 | 6  | +4  | 16 | Pótselejtezőbe került                 |     | 0–0        | —          | 0–2           | 3–1          | 3–0        |
| 3.    | Lengyelország | 8 | 4  | 1 | 3 | 11 | 7  | +4  | 13 |                                       |     | 0–2        | 0–1        | —             | 0–0          | 5–0        |
| 4.    | Magyarország  | 8 | 3  | 2 | 3 | 15 | 9  | +6  | 11 |                                       | 1–2 | 3–1        | 1–2        | —             | 3–0          |            |
| 5.    | San Marino    | 8 | 0  | 0 | 8 | 0  | 30 | −30 | 0  |                                       | 0–6 | 0–1        | 0–2        | 0–5           | —            |            |

### 5. csoport
| Hely. | Csapat      | M | Gy | D | V | G+ | G– | Gk  | P  | Továbbjutás                           |     | Németország | Skócia | Izland | Litvánia | Feröer |
| ----- | ----------- | - | -- | - | - | -- | -- | --- | -- | ------------------------------------- | --- | ----------- | ------ | ------ | -------- | ------ |
| 1.    | Németország | 8 | 5  | 3 | 0 | 13 | 4  | +9  | 18 | Kijutott a 2004-es Európa-bajnokságra |     | —           | 2–1    | 3–0    | 1–1      | 2–1    |
| 2.    | Skócia      | 8 | 4  | 2 | 2 | 12 | 8  | +4  | 14 | Pótselejtezőbe került                 |     | 1–1         | —      | 2–1    | 1–0      | 3–1    |
| 3.    | Izland      | 8 | 4  | 1 | 3 | 11 | 9  | +2  | 13 |                                       |     | 0–0         | 0–2    | —      | 3–0      | 2–1    |
| 4.    | Litvánia    | 8 | 3  | 1 | 4 | 7  | 11 | −4  | 10 |                                       | 0–2 | 1–0         | 0–3    | —      | 2–0      |        |
| 5.    | Feröer      | 8 | 0  | 1 | 7 | 7  | 18 | −11 | 1  |                                       | 0–2 | 2–2         | 1–2    | 1–3    | —        |        |

### 6. csoport
| Hely. | Csapat         | M | Gy | D | V | G+ | G– | Gk  | P  | Továbbjutás                           |     | Görögország | Spanyolország | Ukrajna | Örményország | Észak-Írország |
| ----- | -------------- | - | -- | - | - | -- | -- | --- | -- | ------------------------------------- | --- | ----------- | ------------- | ------- | ------------ | -------------- |
| 1.    | Görögország    | 8 | 6  | 0 | 2 | 8  | 4  | +4  | 18 | Kijutott a 2004-es Európa-bajnokságra |     | —           | 0–2           | 1–0     | 2–0          | 1–0            |
| 2.    | Spanyolország  | 8 | 5  | 2 | 1 | 16 | 4  | +12 | 17 | Pótselejtezőbe került                 |     | 0–1         | —             | 2–1     | 3–0          | 3–0            |
| 3.    | Ukrajna        | 8 | 2  | 4 | 2 | 11 | 10 | +1  | 10 |                                       |     | 2–0         | 2–2           | —       | 4–3          | 0–0            |
| 4.    | Örményország   | 8 | 2  | 1 | 5 | 7  | 16 | −9  | 7  |                                       | 0–1 | 0–4         | 2–2           | —       | 1–0          |                |
| 5.    | Észak-Írország | 8 | 0  | 3 | 5 | 0  | 8  | −8  | 3  |                                       | 0–2 | 0–0         | 0–0           | 0–1     | —            |                |

### 7. csoport
| Hely. | Csapat        | M | Gy | D | V | G+ | G– | Gk  | P  | Továbbjutás                           |     | Anglia | Törökország | Szlovákia | Észak-Macedónia | Liechtenstein |
| ----- | ------------- | - | -- | - | - | -- | -- | --- | -- | ------------------------------------- | --- | ------ | ----------- | --------- | --------------- | ------------- |
| 1.    | Anglia        | 8 | 6  | 2 | 0 | 14 | 5  | +9  | 20 | Kijutott a 2004-es Európa-bajnokságra |     | —      | 2–0         | 2–1       | 2–2             | 2–0           |
| 2.    | Törökország   | 8 | 6  | 1 | 1 | 17 | 5  | +12 | 19 | Pótselejtezőbe került                 |     | 0–0    | —           | 3–0       | 3–2             | 5–0           |
| 3.    | Szlovákia     | 8 | 3  | 1 | 4 | 11 | 9  | +2  | 10 |                                       |     | 1–2    | 0–1         | —         | 1–1             | 4–0           |
| 4.    | Macedonia     | 8 | 1  | 3 | 4 | 11 | 14 | −3  | 6  |                                       | 1–2 | 1–2    | 0–2         | —         | 3–1             |               |
| 5.    | Liechtenstein | 8 | 0  | 1 | 7 | 2  | 22 | −20 | 1  |                                       | 0–2 | 0–3    | 0–2         | 1–1       | —               |               |

### 8. csoport
| Hely. | Csapat       | M | Gy | D | V | G+ | G– | Gk  | P  | Továbbjutás                           |     | Bulgária | Horvátország | Belgium | Észtország | Andorra |
| ----- | ------------ | - | -- | - | - | -- | -- | --- | -- | ------------------------------------- | --- | -------- | ------------ | ------- | ---------- | ------- |
| 1.    | Bulgária     | 8 | 5  | 2 | 1 | 13 | 4  | +9  | 17 | Kijutott a 2004-es Európa-bajnokságra |     | —        | 2–0          | 2–2     | 2–0        | 2–1     |
| 2.    | Horvátország | 8 | 5  | 1 | 2 | 12 | 4  | +8  | 16 | Pótselejtezőbe került                 |     | 1–0      | —            | 4–0     | 0–0        | 2–0     |
| 3.    | Belgium      | 8 | 5  | 1 | 2 | 11 | 9  | +2  | 16 |                                       |     | 0–2      | 2–1          | —       | 2–0        | 3–0     |
| 4.    | Észtország   | 8 | 2  | 2 | 4 | 4  | 6  | −2  | 8  |                                       | 0–0 | 0–1      | 0–1          | —       | 2–0        |         |
| 5.    | Andorra      | 8 | 0  | 0 | 8 | 1  | 18 | −17 | 0  |                                       | 0–3 | 0–3      | 0–1          | 0–2     | —          |         |

1. 1 2  Az egymás elleni pontszám (3) döntetlen. Egymás elleni gólkülönbség: Horvátország +3, Belgium −3.

### 9. csoport
| Hely. | Csapat                | M | Gy | D | V | G+ | G– | Gk  | P  | Továbbjutás                           |     | Olaszország | Wales | Szerbia és Montenegró | Finnország | Azerbajdzsán |
| ----- | --------------------- | - | -- | - | - | -- | -- | --- | -- | ------------------------------------- | --- | ----------- | ----- | --------------------- | ---------- | ------------ |
| 1.    | Olaszország           | 8 | 5  | 2 | 1 | 17 | 4  | +13 | 17 | Kijutott a 2004-es Európa-bajnokságra |     | —           | 4–0   | 1–1                   | 2–0        | 4–0          |
| 2.    | Wales                 | 8 | 4  | 1 | 3 | 13 | 10 | +3  | 13 | Pótselejtezőbe került                 |     | 2–1         | —     | 2–3                   | 1–1        | 4–0          |
| 3.    | Szerbia és Montenegró | 8 | 3  | 3 | 2 | 11 | 11 | 0   | 12 |                                       |     | 1–1         | 1–0   | —                     | 2–0        | 2–2          |
| 4.    | Finnország            | 8 | 3  | 1 | 4 | 9  | 10 | −1  | 10 |                                       | 0–2 | 0–2         | 3–0   | —                     | 3–0        |              |
| 5.    | Azerbajdzsán          | 8 | 1  | 1 | 6 | 5  | 20 | −15 | 4  |                                       | 0–2 | 0–2         | 2–1   | 1–2                   | —          |              |

1. ↑  Az ország neve 2003. február 4-én Jugoszláviáról Szerbia-Montenegróra változott.

### 10. csoport
| Hely. | Csapat      | M | Gy | D | V | G+ | G– | Gk | P  | Továbbjutás                           |     | Svájc | Oroszország | Írország | Albánia | Grúzia |
| ----- | ----------- | - | -- | - | - | -- | -- | -- | -- | ------------------------------------- | --- | ----- | ----------- | -------- | ------- | ------ |
| 1.    | Svájc       | 8 | 4  | 3 | 1 | 15 | 11 | +4 | 15 | Kijutott a 2004-es Európa-bajnokságra |     | —     | 2–2         | 2–0      | 3–2     | 4–1    |
| 2.    | Oroszország | 8 | 4  | 2 | 2 | 19 | 12 | +7 | 14 | Pótselejtezőbe került                 |     | 4–1   | —           | 4–2      | 4–1     | 3–1    |
| 3.    | Írország    | 8 | 3  | 2 | 3 | 10 | 11 | −1 | 11 |                                       |     | 1–2   | 1–1         | —        | 2–1     | 2–0    |
| 4.    | Albánia     | 8 | 2  | 2 | 4 | 11 | 15 | −4 | 8  |                                       | 1–1 | 3–1   | 0–0         | —        | 3–1     |        |
| 5.    | Grúzia      | 8 | 2  | 1 | 5 | 8  | 14 | −6 | 7  |                                       | 0–0 | 1–0   | 1–2         | 3–0      | —       |        |

## Pótselejtezők

### Párosítások
A tíz csoportmásodikat párokba sorsolták, oda-visszavágós pótselejtezőt játszottak. A párosítások győztesei jutottak ki az Európa-bajnokságra.
| 1. csapat     | Össz.Tooltip Aggregate score | 2. csapat   | 1. mérk. | 2. mérk. |
| ------------- | ---------------------------- | ----------- | -------- | -------- |
| Lettország    | 3–2                          | Törökország | 1–0      | 2–2      |
| Skócia        | 1–6                          | Hollandia   | 1–0      | 0–6      |
| Horvátország  | 2–1                          | Szlovénia   | 1–1      | 1–0      |
| Oroszország   | 1–0                          | Wales       | 0–0      | 1–0      |
| Spanyolország | 5–1                          | Norvégia    | 2–1      | 3–0      |

### 1. mérkőzés
| 2003. november 15. 15:00 (UTC±0) |

| Skócia       | 1–0               | Hollandia |
| ------------ | ----------------- | --------- |
| McFadden 22' | (1–0) Jegyzőkönyv |           |

| Hampden Park, Glasgow Nézőszám: 50 670 Játékvezető: Terje Hauge (norvég) |

| 2003. november 15. 19:00 (UTC+3) |

| Oroszország | 0–0         | Wales |
| ----------- | ----------- | ----- |
|             | Jegyzőkönyv |       |

| Lokomotiv Stadion, Moszkva Nézőszám: 30 000 Játékvezető: Lucílio Batista (portugál) |

| 2003. november 15. 17:30 (UTC+1) |

| Horvátország | 1–1               | Szlovénia  |
| ------------ | ----------------- | ---------- |
| Pršo 5'      | (1–1) Jegyzőkönyv | Šiljak 22' |

| Maksimir Stadion, Zágráb Nézőszám: 35 000 Játékvezető: Markus Merk (német) |

| 2003. november 15. 20:15 (UTC+2) |

| Lettország       | 1–0               | Törökország |
| ---------------- | ----------------- | ----------- |
| Verpakovskis 29' | (1–0) Jegyzőkönyv |             |

| Skonto stadion, Riga Nézőszám: 10 000 Játékvezető: Gilles Veissière (francia) |

| 2003. november 15. 22:00 (UTC+1) |

| Spanyolország                | 2–1               | Norvégia    |
| ---------------------------- | ----------------- | ----------- |
| Raúl 21' H. Berg 85' (öngól) | (1–1) Jegyzőkönyv | Iversen 15' |

| Mestalla, Valencia Nézőszám: 53 000 Játékvezető: Graham Poll (angol) |

### 2. mérkőzés
| 2003. november 19. 17:30 (UTC+1) |

| Szlovénia | 0–1               | Horvátország |
| --------- | ----------------- | ------------ |
|           | (0–0) Jegyzőkönyv | Pršo 61'     |

| Bežigrad Stadium, Ljubljana Nézőszám: 10 000 Játékvezető: Urs Meier (svájci) |

Horvátország jutott ki az Európa-bajnokságra 2–1-es összesítéssel.
| 2003. november 19. 19:30 (UTC+1) |

| Norvégia | 0–3               | Spanyolország                       |
| -------- | ----------------- | ----------------------------------- |
|          | (0–1) Jegyzőkönyv | Raúl 34' Vicente 49' Etxeberria 57' |

| Ullevaal Stadion, Oslo Nézőszám: 25 100 Játékvezető: Pierluigi Collina (olasz) |

Spanyolország jutott ki az Európa-bajnokságra 5–1-es összesítéssel.
| 2003. november 19. 20:30 (UTC+2) |

| Törökország          | 2–2               | Lettország                   |
| -------------------- | ----------------- | ---------------------------- |
| Mansız 20' Şükür 64' | (1–0) Jegyzőkönyv | Laizans 66' Verpakovskis 78' |

| İnönü Stadium, Isztambul Nézőszám: 24 000 Játékvezető: Anders Frisk (svéd) |

Lettország jutott ki az Európa-bajnokságra 3–2-es összesítéssel.
| 2003. november 19. 20:30 (UTC+1) |

| Hollandia                                                         | 6–0               | Skócia |
| ----------------------------------------------------------------- | ----------------- | ------ |
| Sneijder 13' Ooijer 32' Van Nistelrooy 37' 51' 67' F. de Boer 65' | (3–0) Jegyzőkönyv |        |

| Amszterdam Arena, Amszterdam Nézőszám: 52 000 Játékvezető: Ľuboš Micheľ (szlovák) |

Hollandia jutott ki az Európa-bajnokságra 6–1-es összesítéssel.
| 2003. november 19. 19:30 (UTC±0) |

| Wales | 0–1               | Oroszország   |
| ----- | ----------------- | ------------- |
|       | (0–1) Jegyzőkönyv | Jevszejev 21' |

| Millennium Stadium, Cardiff Nézőszám: 73 026 Játékvezető: Manuel Mejuto González (spanyol) |

Oroszország jutott ki az Európa-bajnokságra 1–0-s összesítéssel.